# ラゾーナ川崎東芝ビル
ラゾーナ川崎東芝ビル（ラゾーナかわさき とうしばビル）は、神奈川県川崎市幸区の再開発地区ラゾーナ川崎にあるオフィスビルである。東芝の本社ビル（川崎本社事務所所在地）。
2013年に同ビルの完成により、東京都港区芝浦に所在する浜松町ビルディング（旧東芝ビルディング）内の浜松町本社事務所から、本社機能の約7割を同ビルに移転してきた。2025年8月1日、浜松町ビルディングから登記上の本店を当ビルに移転した。

## 建築
JR川崎駅西口にはかつて東芝堀川町工場（1998年より、同社川崎事業所）があり、2000年に閉鎖された後は再開発事業が進められた。2006年に商業ゾーン「ラゾーナ川崎プラザ」、2007年に住宅ゾーン「ラゾーナ川崎レジデンス」が竣工した後も南西の一角はしばらく駐車場として利用されてきたが、野村不動産とNREG東芝不動産により2011年7月に新たなオフィスビルを着工、2013年3月に竣工した。
超高層建築物とはせず15階建てに抑え、代わりに平面を1辺81mの正方形とし、オフィスフロアの基準階面積2000坪、延床面積10万m2を越える日本最大級のオフィスビルとなった。立方体に近い形状にすることにより、表面積を約30%削減した。総工費は土地代を含め500億円弱で、坪あたりの建設費は60万円と、都心の平均的な超高層ビル90万円～100万円に比べて軽減されている。
外観はバルコニー「エコシェルフ」と縦のルーバーが特徴的で、エコシェルフは日照遮蔽と設備スペース、避難経路の役割を持つ。フロアの中央部には共有空間「イノベーション・スクエア」と吹き抜けの階段「イノベーション・ボイド」を設け、オフィスワーカー同士のコミュニケーションの場とした。
BEMSを導入し、画像センサを用いた照明・空調管理や、建物高さを抑えたことによる垂直移動のエネルギーを軽減。2005年度の東京都の一般的なオフィスビルに比べCO2排出量50%削減を実現した。これらの環境対策により、「CASBEE川崎（川崎市建築物環境配慮制度）」ではSランク、日本政策投資銀行による環境認証制度「DBJグリーンビルディング認証」では、最高ランクのプラチナの格付けを取得した。
BCP対策として、免震構造を採用し、共用部とテナント部にそれぞれ72時間電力を供給できる1500kVAの非常用発電機2機、大容量の上水・雑用水受水槽を備える。歩道沿いや屋上は緑化され、川崎駅とはペデストリアンデッキで接続されている。
本ビルは、2014年にグッドデザイン賞、2015年に電気設備学会賞技術部門施設奨励賞を受賞している。

## テナント
全フロアを東芝が一括賃借し、スマートコミュニティ事業部門約7800名が就業する。1階に車寄せ、3階にゲストエントランス、ワーカーエントランスとミーティングルーム、4階にカフェテリア、5階から15階にかけてオフィスのフロア構成となっている。2階には、幸区小向東芝町の東芝科学館から移転した東芝未来科学館が2014年1月31日から2024年6月末まで存在した（7月より非公開の部内施設化）。また、東芝キヤリア、東芝デジタルソリューションズ、東芝インフラシステムズ、東芝エネルギーシステムズ、東芝エレベータ、東芝プラントシステムが本ビルに本社を移している。このうち東芝キヤリアは2022年8月に東芝グループを離脱したのに伴い、2024年5月に日本キヤリアへの商号変更と同時に本ビルを退去している。